# Caserne Saint-Ferdinand (Pontevedra)
L'ancienne Caserne Saint-Ferdinand de Pontevedra, est un grand bâtiment néoclassique du début du XXe siècle situé au centre-ville de Pontevedra (Espagne), en face des jardins du Docteur Marescot et tout près de l'Alameda de Pontevedra.

## Histoire

### La Maison Royale de la Maestranza
La Maison Royale de la Maestranza (antécédent de l'actuelle caserne Saint-Ferdinand) a été construite par Íñigo Fernández de Velasco, connétable de Castille et Léon et capitaine général de Galice entre 1665 et 1668. Elle a été construite avec de la pierre provenant de la démolition de maisons dans le quartier A Moureira, qui avait été laissé à l'abandon à la fin du siècle précédent. C'était un bâtiment d'un étage avec quatre ailes et une grande cour centrale, dont la fonction initiale était de loger les soldats en transit pendant la guerre avec le Portugal (1640-1668).
Pendant la guerre de la Quadruple Alliance, à la suite du soutien de la Couronne aux Jacobites, l'invasion anglaise de 1719 dirigée par le général Philip Honywood a ruiné le bâtiment, qui à l'époque servait d'entrepôt pour les armes anciennes, les grenades, les bombes, la poudre à canon et quelques pièces d'artillerie fondues. Après l'invasion, de petits travaux de consolidation ont été effectués, comme la réparation des toits. Le bâtiment était tellement endommagé que les soldats ont dû être logés dans différentes casernes de la ville.

### La deuxième caserne
La municipalité de Pontevedra a demandé à la monarchie des Bourbons la reconstruction de la Real Maestranza. Les procédures pour la reconstruction de la caserne ont commencé avec l'ordre de l'intendant Francisco Salvador de Pineda, d'accueillir dans la ville un escadron de cavalerie du régiment de Montesa. Le ministre de la Guerre, le Duc de Montemar, ordonna à l'ingénieur militaire Antonio Flobert d'établir les plans du nouveau bâtiment (conservés aux Archives générales de Simancas dans la province de Valladolid).
La Real Maestranza a commencé à être reconstruite en l'an 1738. La construction conçue par Antonio Flobert a tiré parti des murs de la précédente caserne ainsi que de l'héraldique. La caserne a pris le nom de Saint-Dominique et a ensuite été rénovée et agrandie. En 1790, la caserne a servi d'hôpital pour les invalides de l'armée. À partir de la fin du XVIIIe siècle, le Régiment d'Infanterie de la Princesse était basé dans cette caserne. En 1807, il était dirigé par le comte de San Román. La caserne a été utilisée comme usine de fusils pendant la guerre d'indépendance espagnole.

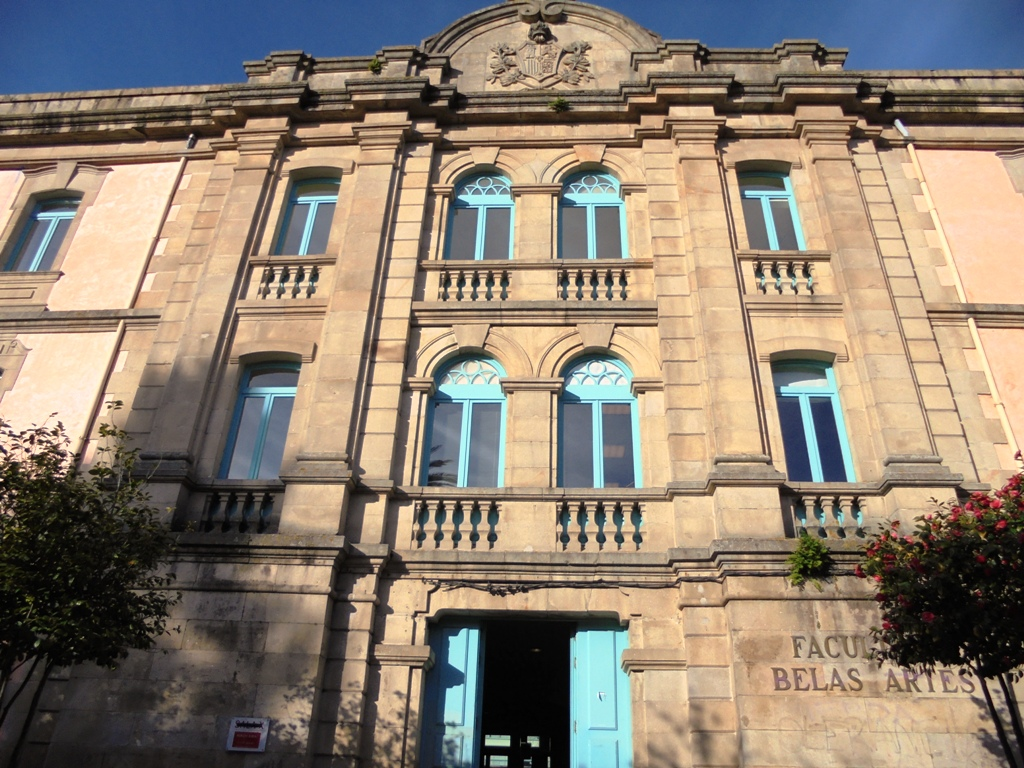
Entrée de l'ancienne caserne

La caserne a également porté les noms de Caserne de Cavalerie et Caserne de la Ville de Pontevedra jusqu'au XIXe siècle, où elle a reçu son nom actuel de Caserne Saint-Ferdinand. En 1831, le conseil municipal de Pontevedra a cédé la propriété de la caserne au Trésor militaire, qui a reconstruit sa façade et l'a transformée en caserne d'infanterie.

### L'actuelle caserne Saint-Ferdinand
Au cours du dernier tiers du XIXe siècle, la caserne était dans un état assez délabré et il a été décidé de la démolir afin de construire un nouveau bâtiment pour abriter une plus grande garnison. En 1889, le conseil municipal a demandé une subvention de l'État de 200 000 pesetas pour la construction d'une troisième caserne, mais il a fallu attendre la fin du XIXe siècle pour obtenir un accord du gouvernement par l'intermédiaire du marquis de Riestra (qui a avancé 15 000 pesetas). Le bâtiment a été conçu par l'ingénieur militaire Bonifacio Menéndez Conde, qui a conservé une structure similaire à celle de la caserne précédente, bien que la hauteur ait été augmentée et que le périmètre ait été élargi.
En septembre 1903, la construction de la nouvelle caserne est annoncée et les travaux sont adjugés aux enchères pour 800 000 pesetas grâce aux efforts du ministre des finances Augusto González Besada. La vieille caserne a été libérée en avril 1904. Le 1er juillet 1905, le ministère de la Guerre a publié dans la Gazette de Madrid la convocation d'une enchère publique pour la démolition, le nivellement du terrain et la construction de la nouvelle caserne Saint-Ferdinand à Pontevedra, enchère fixée pour le 10 août. Début septembre 1905, les travaux ont été confiés à l'entrepreneur de la ville, Manuel Vázquez Gil,. Le 14 décembre de la même année, les ingénieurs militaires chargés des travaux sont venus en ville pour établir le plan d'aménagement de la caserne.
En février 1906, les travaux de maçonnerie ont commencé sur la nouvelle caserne. En octobre 1908, l'ingénieur Bonifacio Menéndez-Conde Riego a été chargé d'inspecter les travaux de construction,, et en novembre, ils ont été supervisés sur place par Menéndez Conde et son supérieur Félix Casuso Solano.
Les travaux de la caserne Saint-Ferdinand ont duré 3 ans et ont été achevés en mars 1909. La caserne a coûté plus de 600 000 pesetas et a été remise aux autorités militaires lors d'une cérémonie organisée le 14 août 1909,. Le 21 août, le transfert des bureaux vers la nouvelle caserne a commencé. En septembre a été approuvé le projet d'approvisionnement en eau, dont l'installation a été inspectée par Daniel de la Sota, et en octobre 1909 le budget a été alloué à cette fin.
Devant la façade de la nouvelle caserne, le Champ du Comte de la Peña del Moro a été réaménagé, en ajoutant des arbres et des jardins et une rue à l'entrée de la caserne. La ruelle transversale de la Maestranza a été également réaménagée en 1911, sous le nom de rue Général Martitegui, après la démolition de quelques maisons. Au XXe siècle, parmi ses fonctions militaires, la caserne a abrité la Compagnie no 83 de la Police militaire et l'Unité des parcs et garages.
L'abandon définitif de la caserne par les militaires et sa désaffectation a eu lieu le 15 décembre 1992 lors d'une cérémonie protocolaire militaire qui s'est tenue dans la cour intérieure du bâtiment, en présence de toutes les autorités locales. La propriété a été transmise à la municipalité de Pontevedra, qui l'a cédée à la Faculté des Beaux-Arts de Galice. Le projet de rénovation a été confié à l'architecte César Portela. Le remaniement a été complexe car il a transformé une caserne fermée en un espace ouvert et lumineux pour l'enseignement artistique. Lors du processus de rénovation, la rue Maestranza a été incorporée comme plateforme d'accès piétonnier au bâtiment.
Entre décembre 1994 et janvier 1995, la rénovation du bâtiment destiné à abriter la faculté des Beaux-Arts a été achevée. Le 15 décembre 1994, la Faculté des beaux-arts de Pontevedra, créée en 1990 a commencé à s'y installer.

## Description
Il s'agit d'un grand bâtiment rectangulaire appartenant au style néoclassique. Il a un rez-de-chaussée et deux étages supérieurs, avec des fenêtres rectangulaires, des parapets de balcon et des linteaux formant des oreillettes ou des oreilles, typiques du XIXe siècle à Pontevedra.

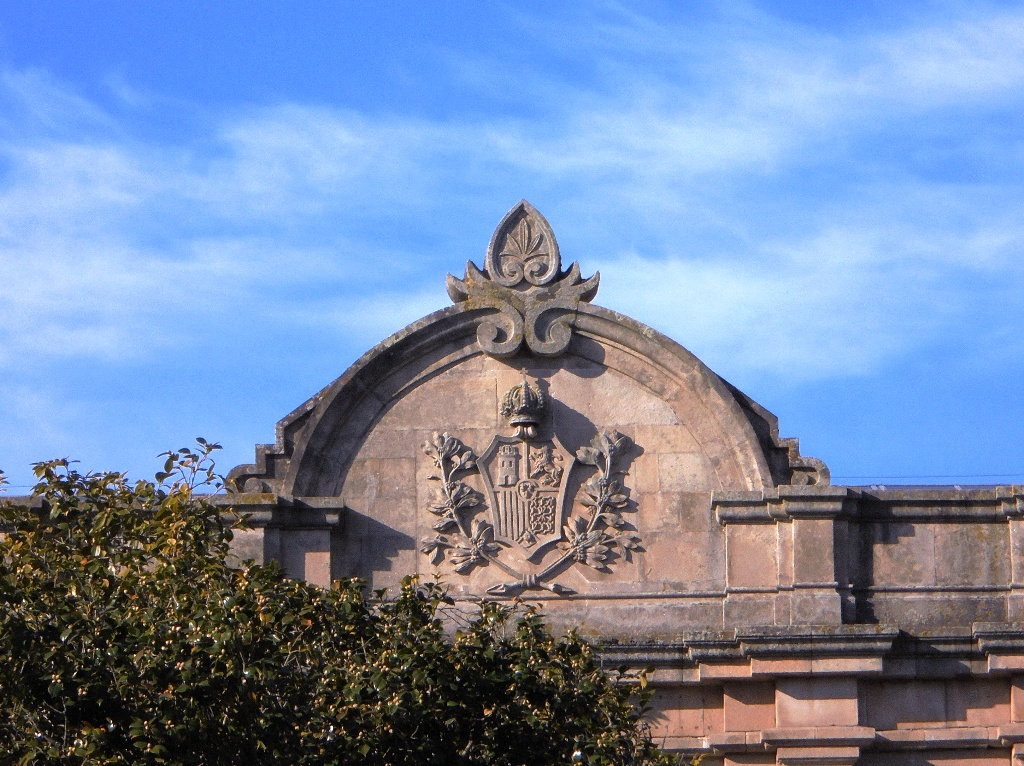
Armoiries d'Espagne au sommet de l'ancienne caserne

La partie centrale de la façade qui détermine le caractère institutionnel du bâtiment où se trouve la porte d'entrée, le soubassement, les parapets de balcon, les linteaux des fenêtres et des portes, les pilastres et les corniches sont en granit et le reste du mur de maçonnerie. La façade est couronnée au sommet par un fronton circulaire surmonté d'une forme végétale (qui servait à l'origine de support au drapeau), sur lequel figurent les armoiries de l'Espagne en granit également. La symétrie totale et la continuité des multiples fenêtres le long des façades sont remarquables, créant un intérieur lumineux. Sur la façade est et dans la grande cour centrale, les cadres de fenêtres en pierre sont simples et sans décoration.
Lors de la rénovation extérieure de la façade en 1994, le crépi des murs où la maçonnerie était visible a été récupéré et la couleur goyave lui a été appliquée. Dans le cadre de cette rénovation, l'architecte César Portela a également choisi d'utiliser le vert pour les fenêtres et les portes.
À l'intérieur du bâtiment, la grande cour centrale, qui mesurait à l'origine 84 mètres de long et 40 mètres de large, est remarquable. Après le remaniement de 1995, la cour a été transformée en un cloître et un jardin avec des peupliers, des tamarins et une végétation basse, préservant son caractère d'espace central. Elle a été dotée d'un corps périmétrique pour la circulation, sous forme d'une galerie en verre, et une pièce cubique, également vitrée, a été introduite à l'intérieur, contenant les grands ateliers modulables pour la sculpture, le dessin et la peinture. Un nouvel étage a également été créé sous le toit du bâtiment existant pour abriter la bibliothèque, un centre de documentation et d'information et d'autres ateliers, tous dotés d'un éclairage zénithal.

## Galerie

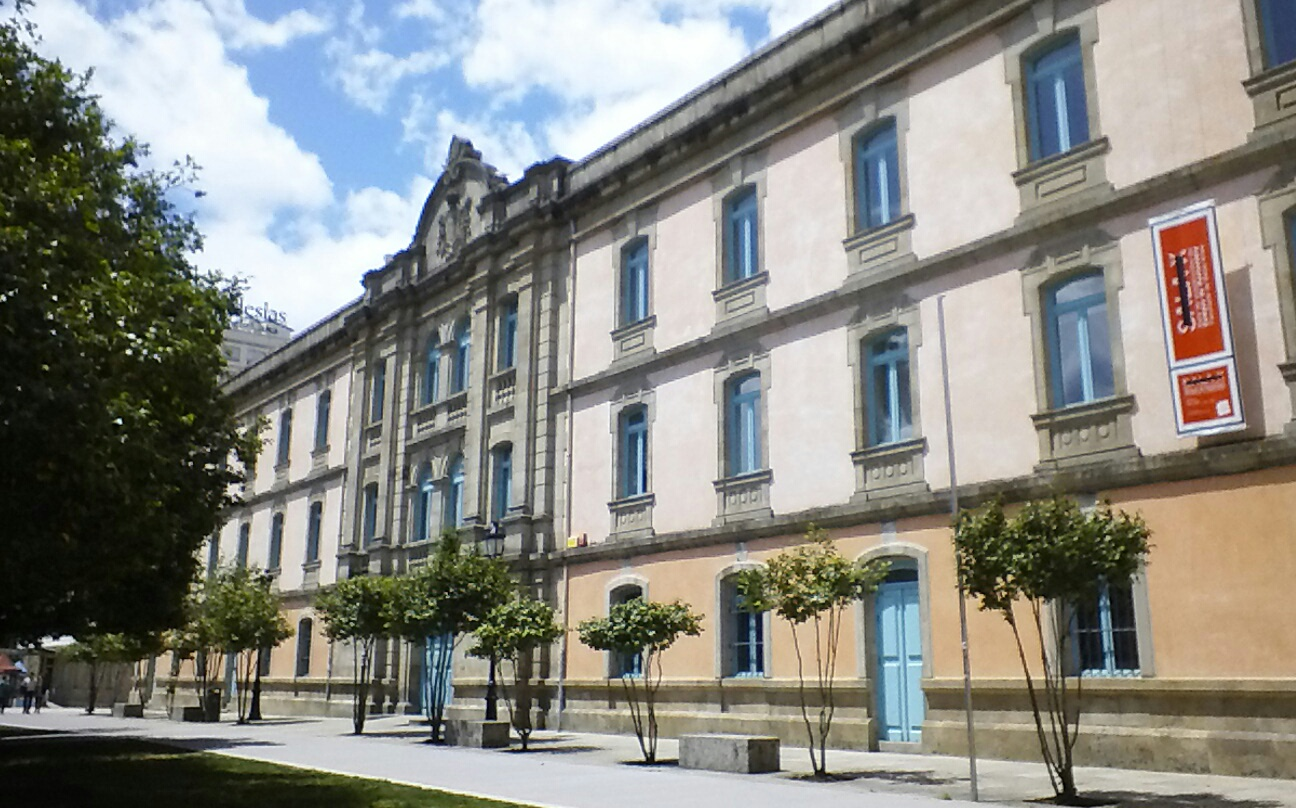
Façade principale
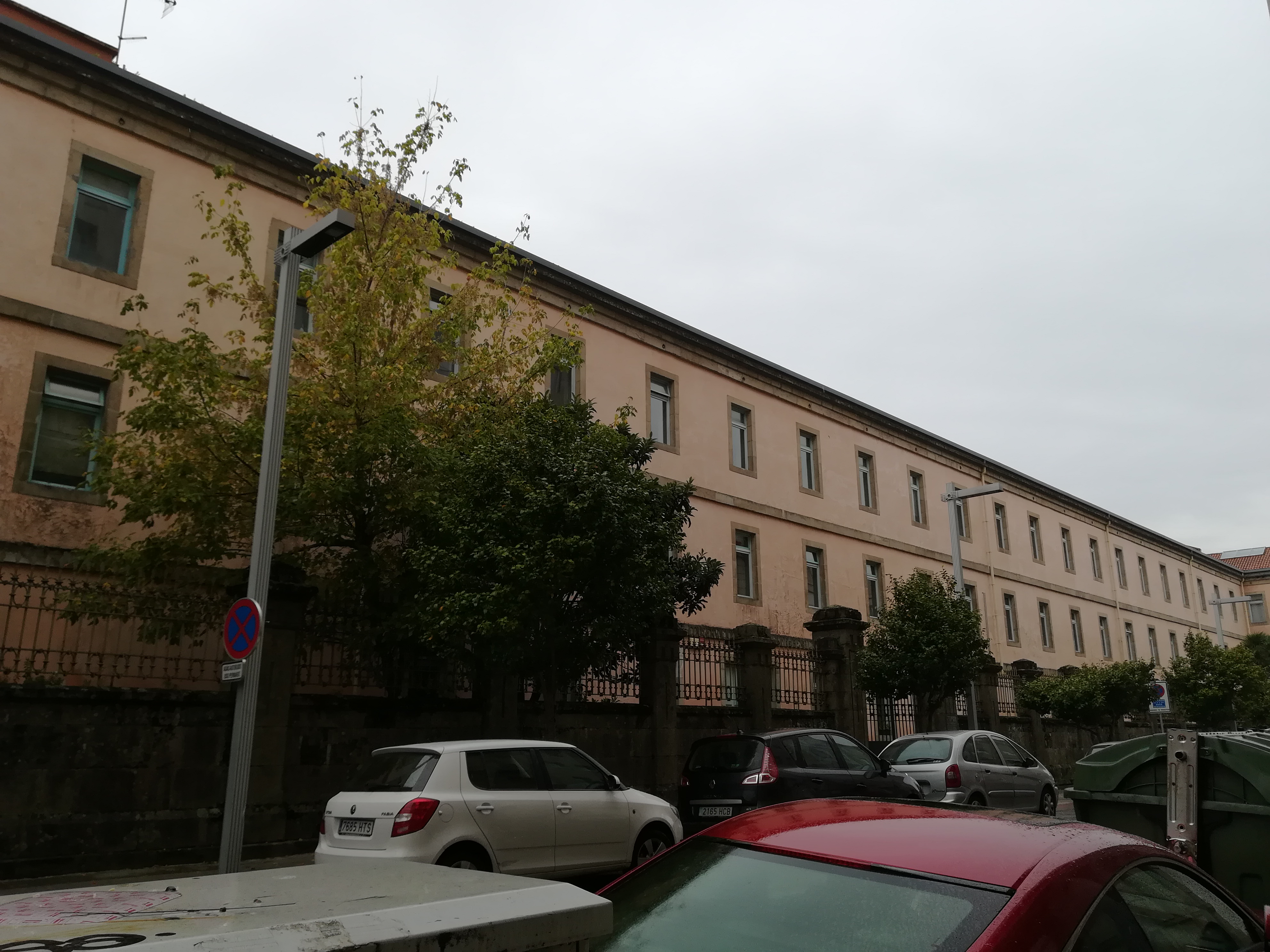
Façade côté est
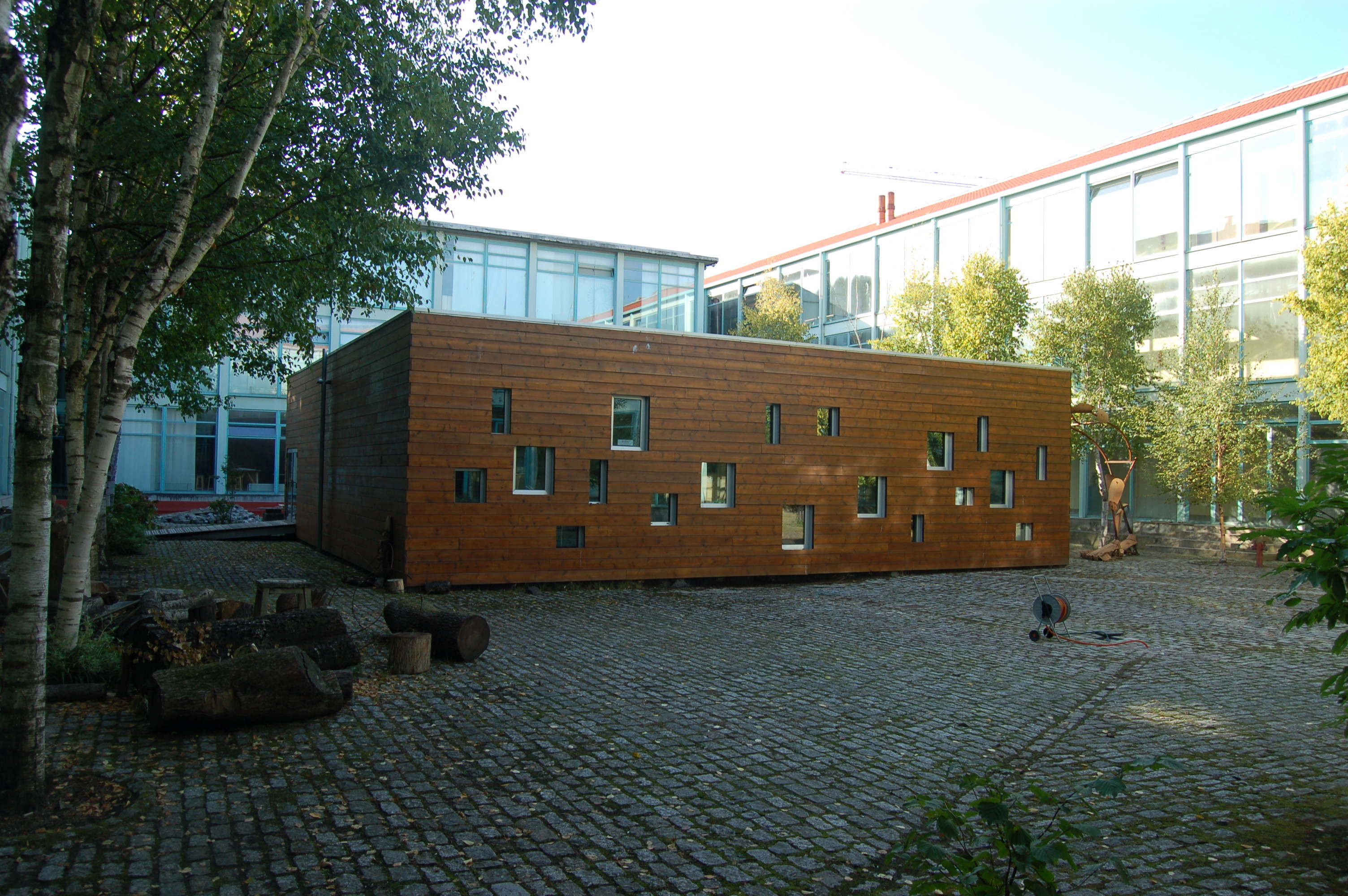
Ancienne cour centrale
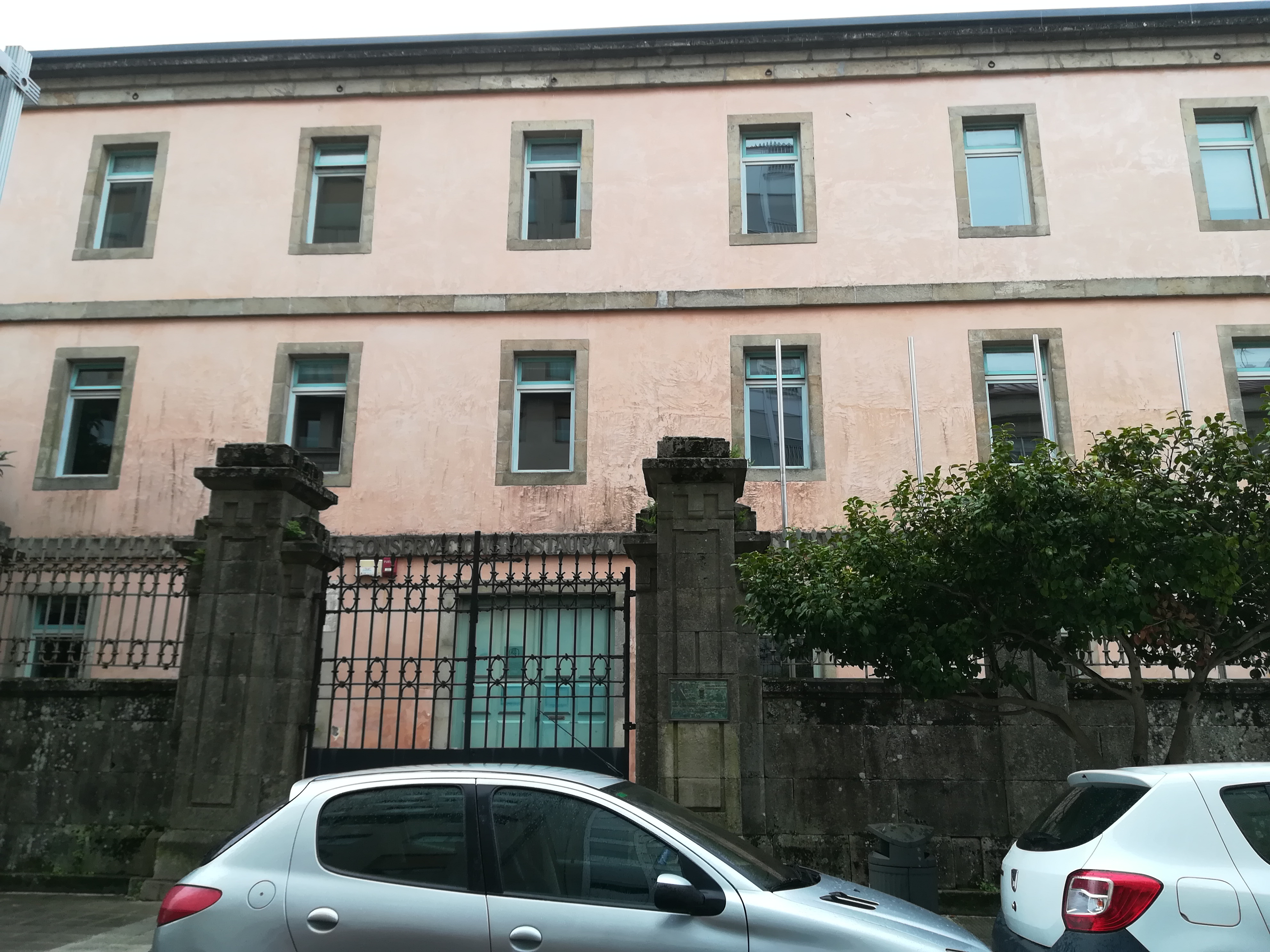
Façade latérale
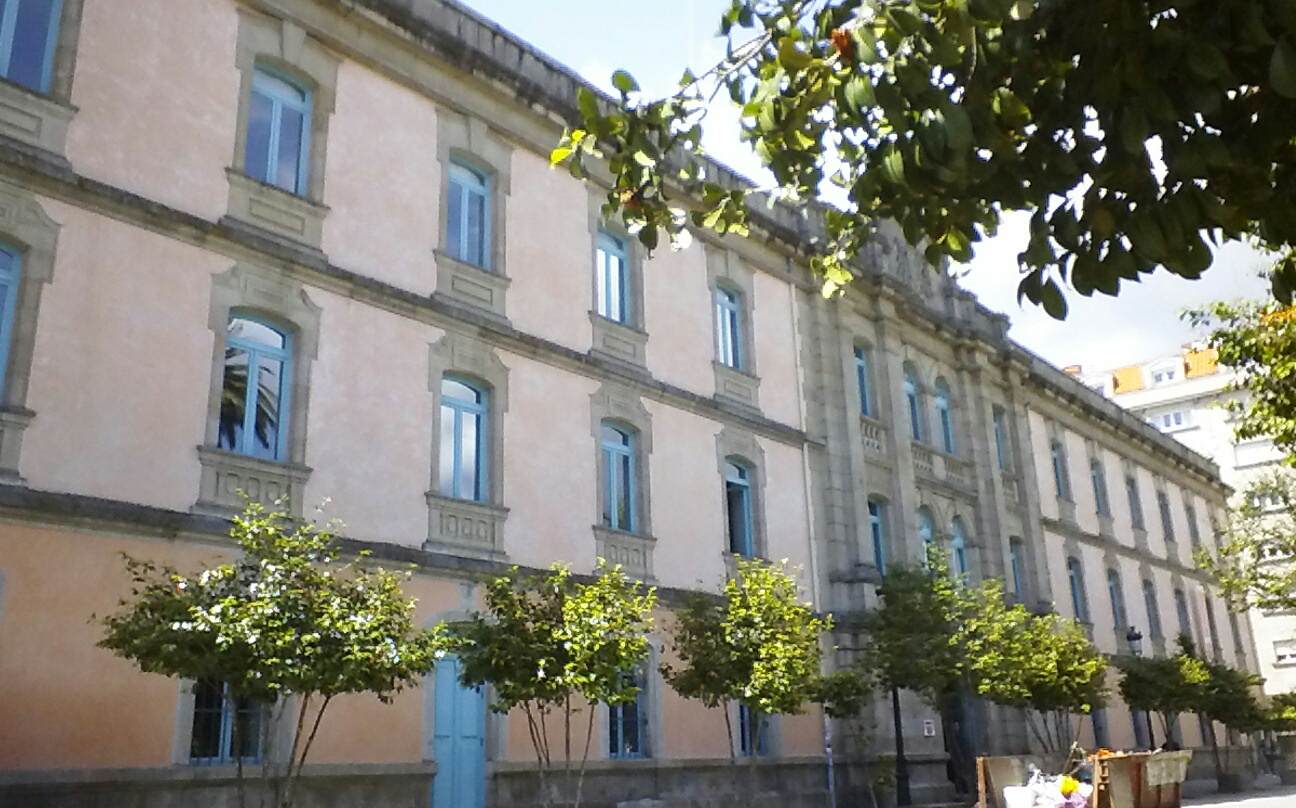
Façade devant les jardins Marescot